# 红叶藤
红叶藤（学名：Rourea minor）为牛栓藤科红叶藤属的植物。分布于老挝、澳大利亚、柬埔寨、台湾岛、斯里兰卡、印度、越南以及中国大陆的广东、云南等地，生长于海拔800米的地区，多生于灌丛中、丘陵、竹林和密林中，目前尚未由人工引种栽培。
其种加词“minor”意为“较小的”。

## 异名
- Rourea santaloides Wight et Arn.